# Morte e Transfiguração

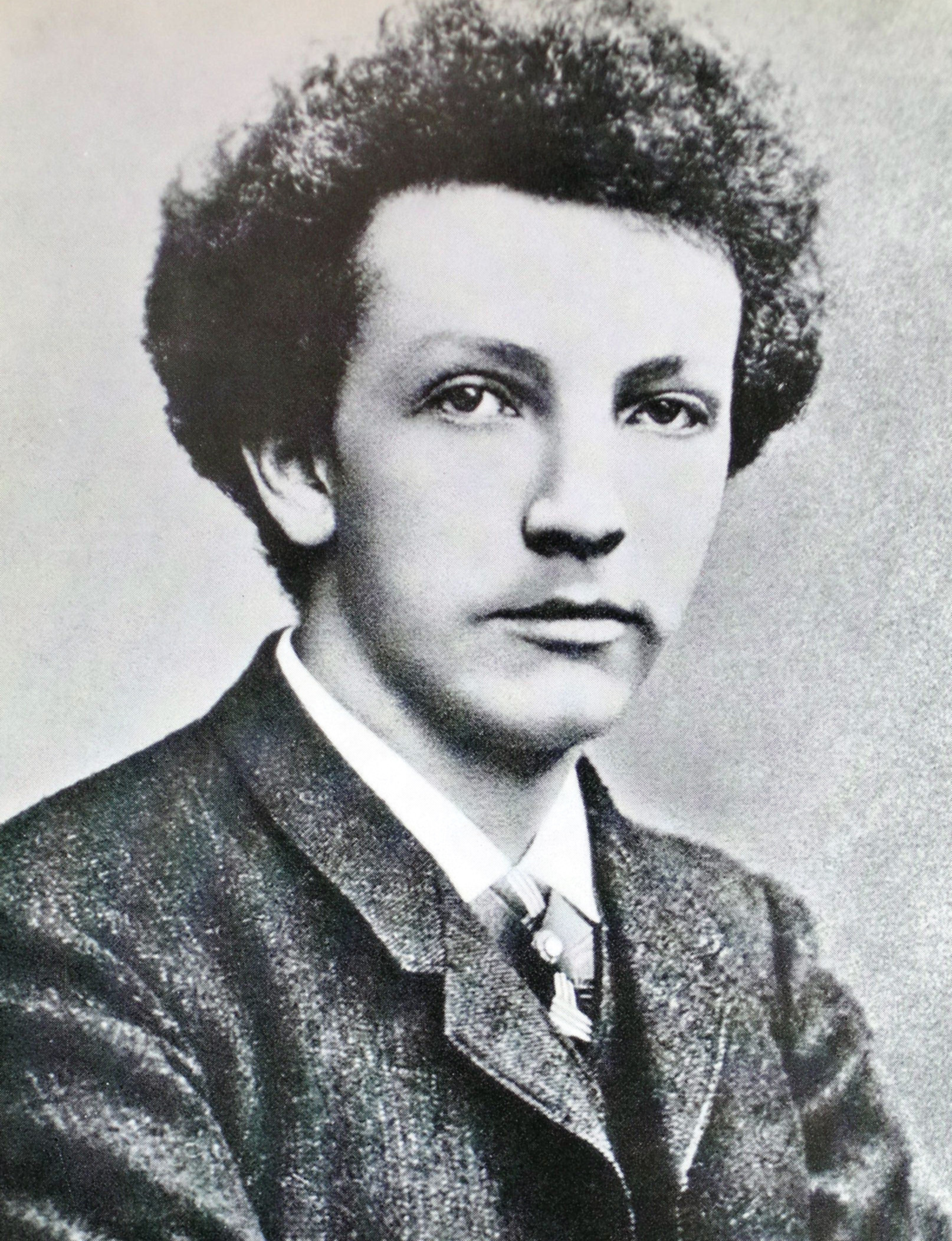
Imagem do poeta e compositor Richard Strauss.

Tod und Verklärung (Morte e Transfiguração) é um poema sinfônico composto por Richard Strauss.  Foi escrito entre  1888-89 e estreou em 21 de Junho de 1891 em Eisenach com regência do próprio compositor.  A obra requer uma grande orquestra.
A música descreve a morte dum artista. Conforme morre, pensamentos da sua vida passam por sua cabeça: a inocência da infância, as lutas da idade adulta, a conquista das metas terrenas e, no fim, a transfiguração (uma passagem belíssima na obra baseada num motivo que se repete cada vez mais intenso).
À beira da própria morte, Strauss observou que o poema sinfônico estava absolutamente correto ao descrever os sentimentos do artista que morre.

## Instrumentação
A orquestra descrita para a peça compõe-se dos seguintes instrumentos:
| Família   | Instrumentos                                                                                                 |
| --------- | --- |
| Madeiras  | - 3 flautas - 2 oboés - corne inglês - 2 clarinetes em si bemol - clarinete-baixo - 2 fagotes - contrafagote |
| Metais    | - 4 trompas em fá - 3 trompetes em fá e dó - 3 trombones - tuba                                              |
| Percussão | - tímpanos - gongo                                                                                           |
| Cordas    | - 2 harpas - violinos (I) - violinos (II) - violas - violoncelos - contrabaixos                              |